# Vlado Matanović
Vlado Matanović (Rijeka, 29 de mayo de 1995) es un jugador de balonmano croata que juega de extremo derecho en el RK Spačva Vinkovci. Es internacional con la selección de balonmano de Croacia.
Con la selección ganó la medalla de plata en el Campeonato Europeo de Balonmano Masculino de 2020.

## Palmarés

### RK Zagreb
- Liga de Croacia de balonmano (3): 2021, 2022, 2023
- Copa de Croacia de balonmano (3): 2021, 2022, 2023

## Clubes
| Club               | País      | Año         |
| ------------------ | --------- | ----------- |
| MRK Kozala         | Croacia   | 2012 - 2015 |
| MRK Umag           | Croacia   | 2015 - 2018 |
| Gorenje Velenje    | Eslovenia | 2017 - 2020 |
| RK Zagreb          | Croacia   | 2020 - 2023 |
| RK Spačva Vinkovci | Croacia   | 2023 - Act. |